# Union internationale motonautique
 (janvier 2017).
Si vous disposez d'ouvrages ou d'articles de référence ou si vous connaissez des sites web de qualité traitant du thème abordé ici, merci de compléter l'article en donnant les références utiles à sa vérifiabilité et en les liant à la section « Notes et références ».
L’Union internationale motonautique (UIM) est fondée en Belgique en 1922 sous le nom de Fédération internationale de la navigation automobile et est l'organisme international du motonautisme.
Elle est reconnue par le Comité international olympique, et est aussi membre de SportAccord (anciennement General Association of International Sports Federations ou GAISF), et de l'Association des fédérations internationales de sports reconnues par le Comité international olympique (en anglais : Association of the IOC Recognized International Sports Federations ou ARISF).

## Historique
Dès le début du XXe siècle, des courses d'embarcations sur l'eau ont lieu et deviennent de plus en plus populaires. Dans la foulée de ce succès grandissant, l’Automobile Club de France fonde en 1903, la Commission du yachting automobile afin de gérer les courses nationales et d'établir un règlement, séparant les bateaux de vitesse et les bateaux de croisières.

## Missions
L'UIM est présente dans toutes les dimensions de l’univers du motonautisme regroupant les activités de sport et de loisir consistant à naviguer avec un engin propulsé par un moteur sur un plan d'eau (mer, rivière, bassin). Son action est conduite par des centaines de bénévoles sur le terrain et par un personnel de permanents, basé au siège à Monaco.
La fédération établit la réglementation sportive et organise les épreuves de l’ensemble des disciplines motonautique au niveau mondial.

## Disciplines
- Circuit (Formula 1, Formula 2, Formula 500, F4, Formula Future etc.)
- Offshore (XCAT, Class 1, Class V1 etc.)
- Pleasure Navigation
- Aquabike (Jet ski)

## Organigramme
Chaque année a lieu une assemblée générale dans des lieux différents tels que Monaco, Miami, Tokyo, Abou Dabi, Cancún, Istanbul, Le Cap, Singapour, Portimao, Doha, Kuala Lumpur, Antalya et la Gold Coast en Australie.
Un Conseil est formé et nomme les membres du Comité Exécutif qui à son tour élit les membres des Commissions par disciplines tels que :
- Offshore (COMINOFF)
- Médical et Sécurité (COMINSAFE)
- Sports (COMINSPORT)
- Technique (COMINTECH)
- Comités Formule (Future, Formule 1, Formulae)
- Comité Offshore (OPC)
- Cockpit Sécurité
- Aquabike (jet ski)
- Navigation de plaisance
- Comité des athlètes
- Commission pour l'égalité

## Dirigeants de l'UIM

### Présidents
| Période   | Nom                     | Nationalité |
| --------- | ----------------------- | ----------- |
| 1922-1944 | Alfred Pierrard         | Belgique    |
| 1946-1972 | Freddy Buysse           | Belgique    |
| 1972-1975 | Vittore Catella         | Italie      |
| 1975-1978 | Claude Bouilloux Lafont | France      |
| 1978-1985 | Francesco Cosentino     | Italie      |
| 1985-1987 | Paul Lamberts           | Belgique    |
| 1987-2006 | Ralf Frohling           | Allemagne   |
| 2007      | Charles D.Strang        | USA         |
| 2007-     | Raffaele Chiulli        | Italie      |

### Secrétaires général
| Période   | Nom               | Nationalité |
| --------- | ----------------- | ----------- |
| 1922-1925 | John Ward         | Irlande     |
| 1925-1965 | Maurice Pauwaert  | Belgique    |
| 1965-1972 | Henri Thomas      | Belgique    |
| 1973-1992 | José Mawet        | Belgique    |
| 1992-2011 | R. Vandekerckhove | Belgique    |
| 2011-2014 | Andrea Dini       | Italie      |
| 2014-     | Thomas Kurth      | Switzerland |

## Nations membres
En 1927, 12 fédérations nationales adhèrent à l'UIM. En 2014, elles sont 55 dont :
- France - Fédération française motonautique
- États-Unis - American Power Boat Association (en)
- Royaume-Uni - Royal Yachting Association